# Araucaria muelleri
Araucaria muelleri är en barrträdart som först beskrevs av Élie Abel Carrière, och fick sitt nu gällande namn av Adolphe-Théodore Brongniart och Jean Antoine Arthur Gris. Araucaria muelleri ingår i släktet Araucaria och familjen Araucariaceae. Inga underarter finns listade i Catalogue of Life.
Arten förekommer endemisk på Nya Kaledonien. Den växer i kulliga regioner och i bergstrakter mellan 500 och 1000 meter över havet. Araucaria muelleri hittas vanligen i buskskogar och sällan i regnskogar.
Växtens bestånd hotas av bränder. Populationernas storlek varierar mellan 2000 och 200 exemplar. Växtens utveckling är långsam. IUCN kategoriserar arten globalt som starkt hotad.

## Bildgalleri

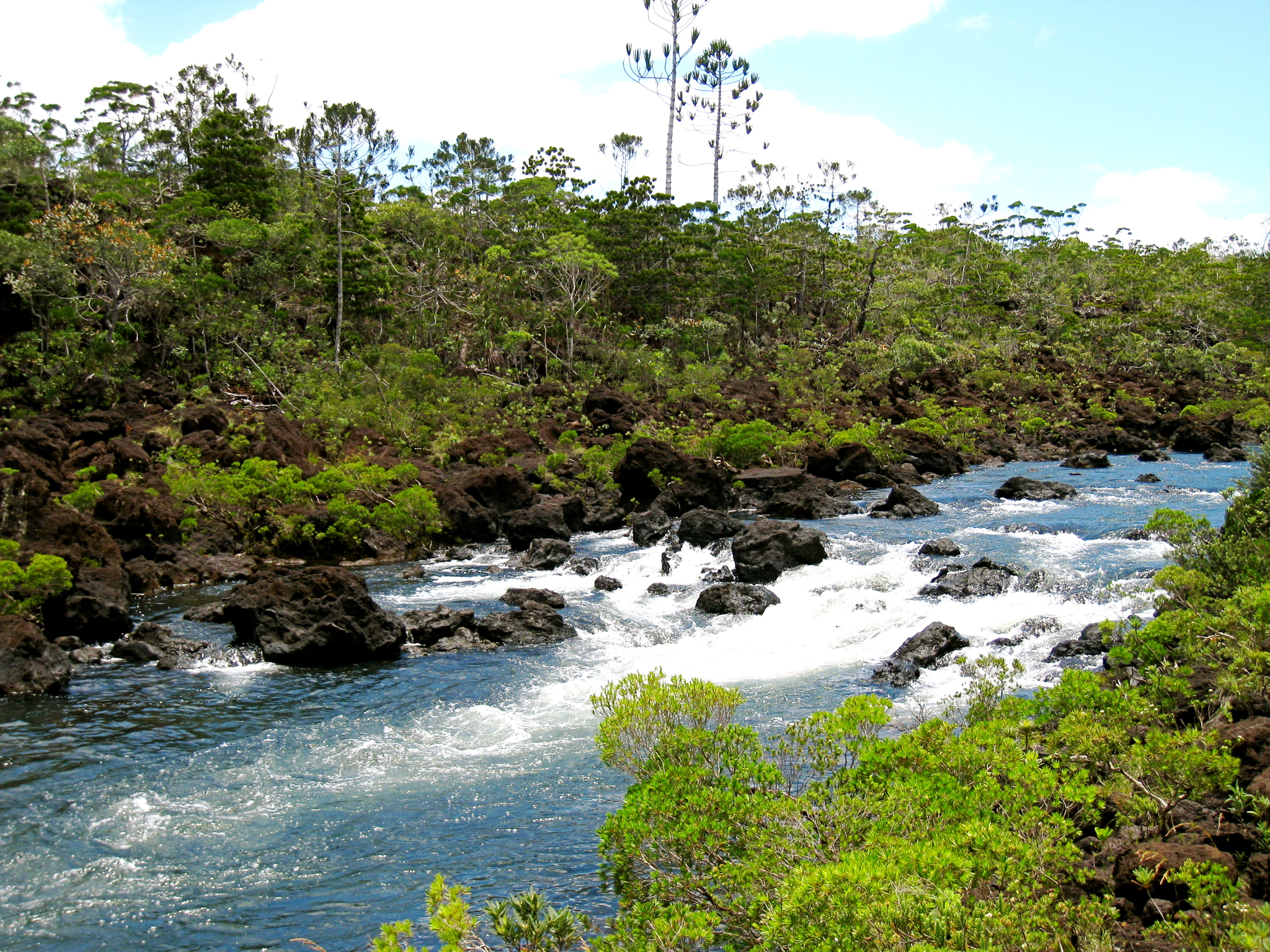
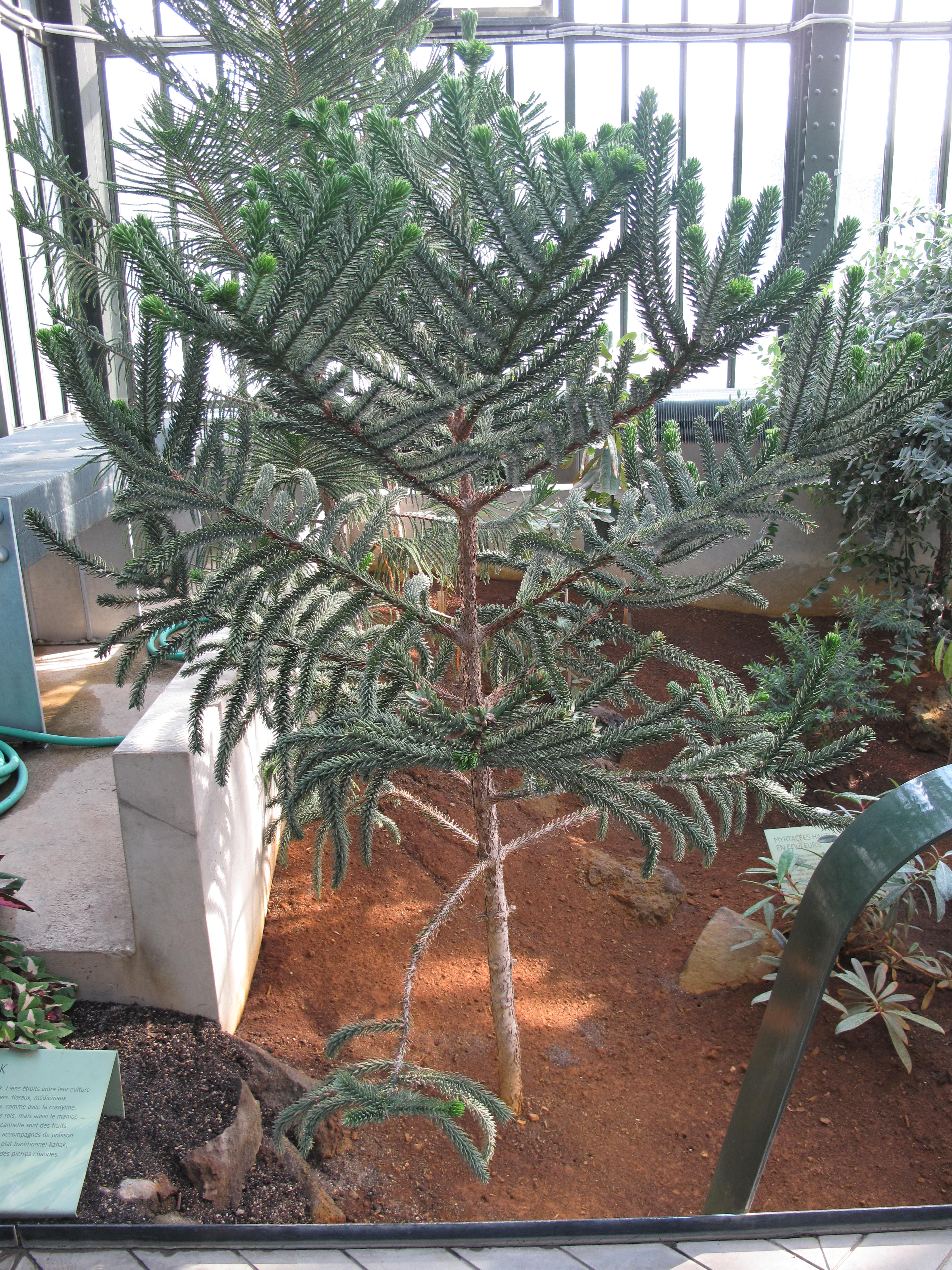
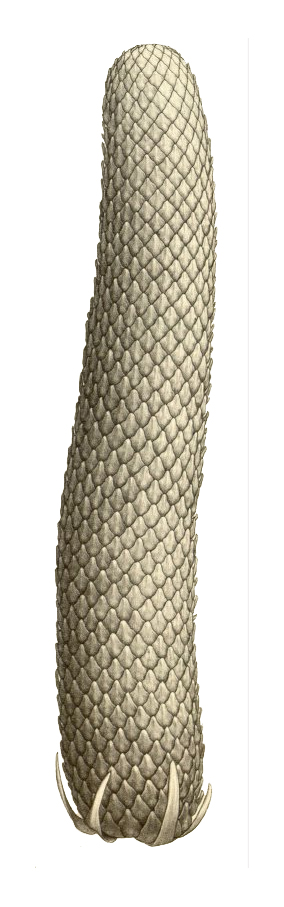
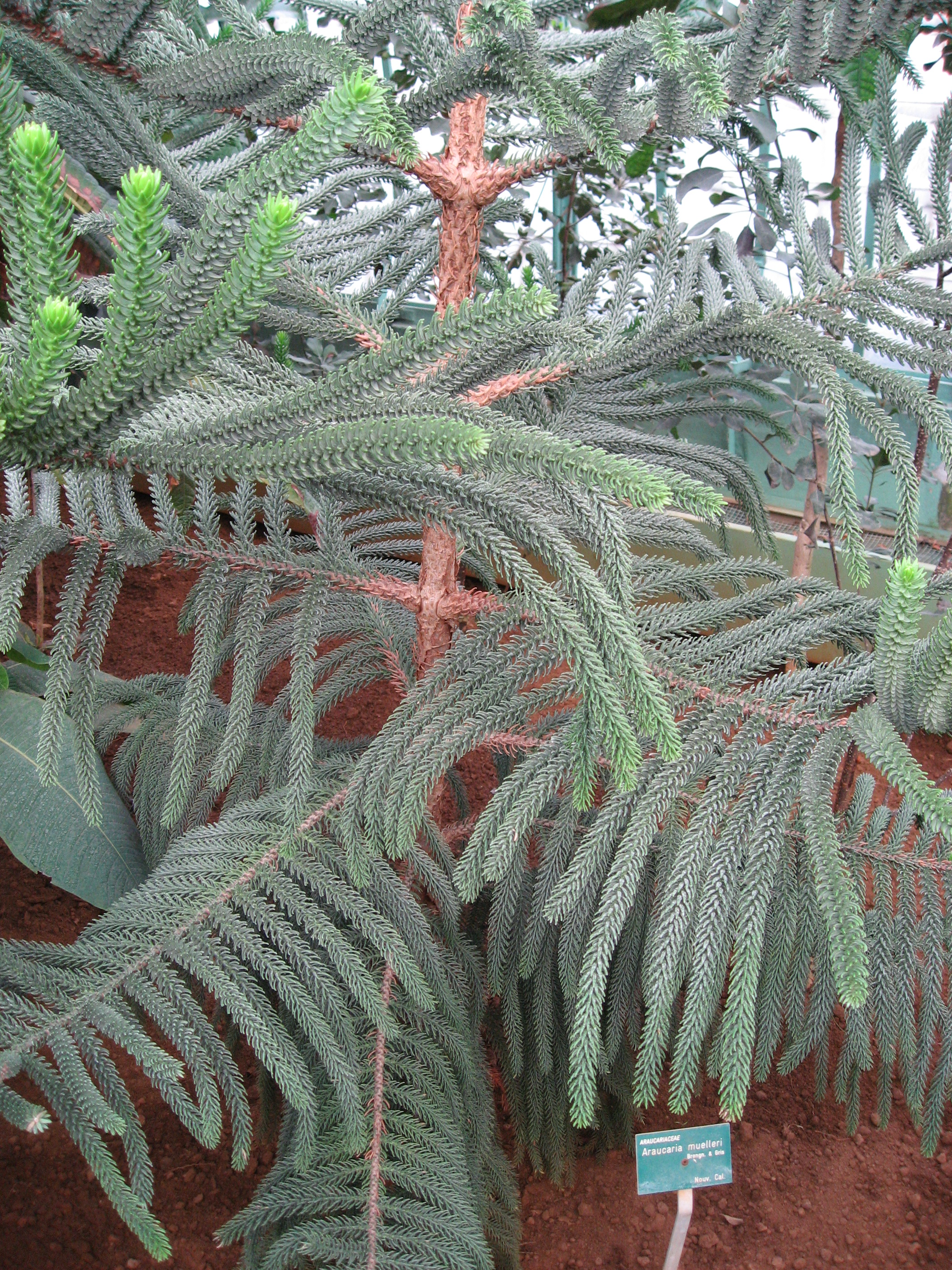
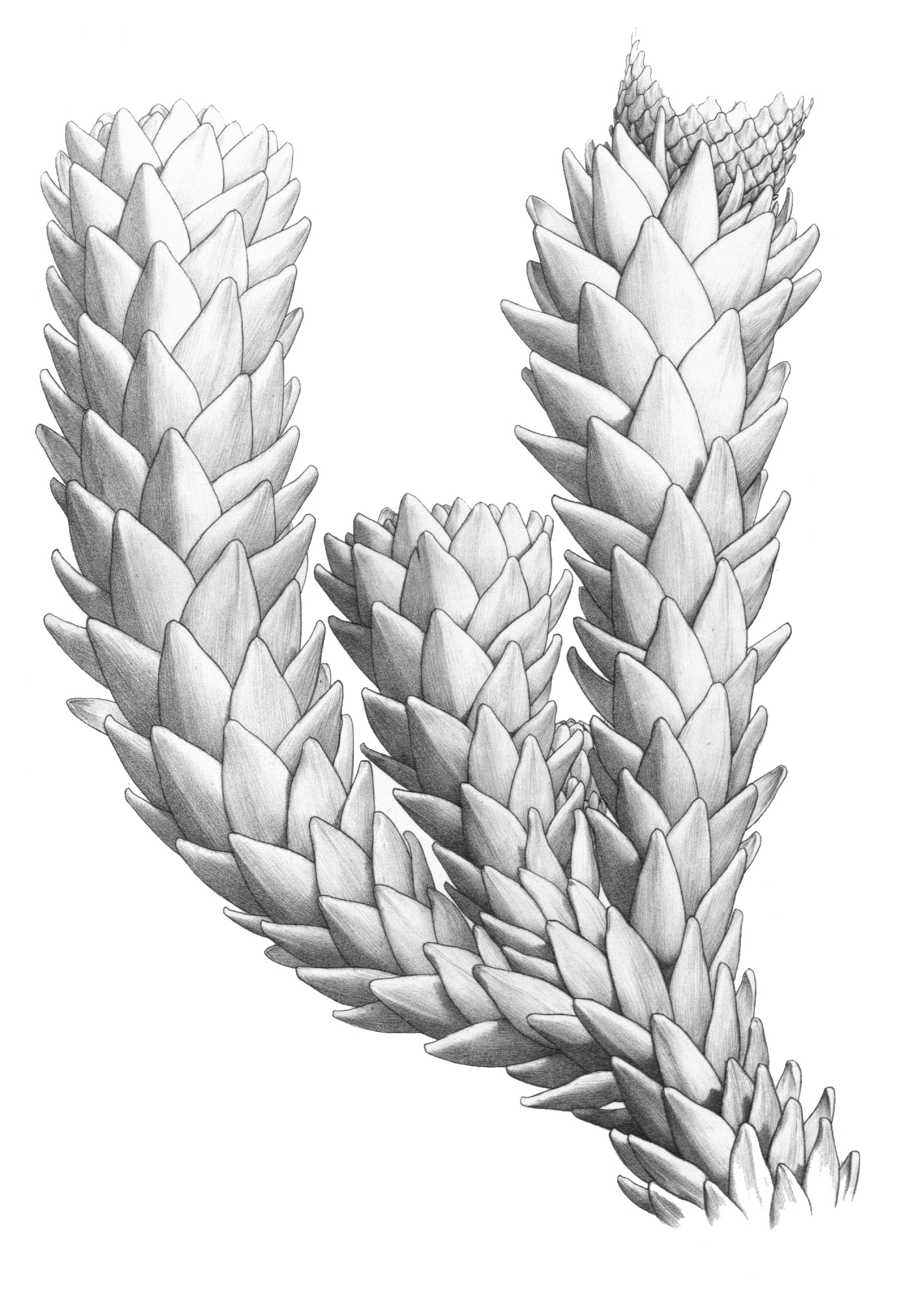